# الزياينة (بنو هلال)
الزياينة هي إحدى مشيخات المملكة المغربية، تتبع جغرافيا لإقليم سيدي بنور وإداريًا لبنو هلال. يقدر عدد سكانها بـ 12401 نسمة حسب الإحصاء الرسمي للسكان والسكنى لسنة 2004.